# Гельмут фон Тіппельскірх
Гельмут фон Тіппельскірх (нім. Helmut von Tippelskirch; 7 грудня 1917, Куксгафен — 4 травня 1943, Атлантичний океан) — німецький офіцер-підводник, оберлейтенант-цур-зее крігсмаріне.

## Біографія
Молодший син генерал-лейтенанта люфтваффе Ульріха фон Тіппельскірха, племінник генерала піхоти Курта фон Тіппельскірха.
3 квітня 1937 року вступив на флот. З квітня 1939 року — вахтовий офіцер в 1-й флотилії мінних тральщиків. В липні 1940 року переданий в розпорядження командувача мінними тральщиками на Заході, потім — командувача охоронними частинами на Заході. З квітня 1941 року — командир корабля 3-їй флотилії R-катерів. З жовтня 1941 по квітень 1942 року пройшов курс підводника. З квітня 1942 року — 1-й вахтовий офіцер на підводному човні U-160. З грудня 1942 по лютий 1943 року пройшов курс командира човна. З 18 лютого 1943 року — командир U-439, на якому здійснив 2 походи (43 дні в морі). Під час другого походу 4 травня 1943 року U-439 затонув західніше мису Фіністерре (43°32′ пн. ш. 13°20′ зх. д.) після зіткнення з U-659. 9 членів екіпажу вціліли, 40 (включаючи Тіппельскірха) загинули.

## Звання
- Кандидат в офіцери (3 квітня 1937)
- Морський кадет (21 вересня 1937)
- Фенріх-цур-зее (1 травня 1938)
- Оберфенріх-цур-зее (1 липня 1939)
- Лейтенант-цур-зее (1 серпня 1939)
- Оберлейтенант-цур-зее (1 вересня 1941)